# (3846) Hazel
(3846) Hazel (1980 TK5) – planetoida z pasa głównego asteroid okrążająca Słońce w ciągu 5 lat i 14 dni w średniej odległości 2,94 j.a. Odkryła ją Carolyn Shoemaker 9 października 1980 roku.